# IC 4135
IC 4135 је спирална галаксија у сазвјежђу Ловачки пси која се налази на листи објеката дубоког неба у Индекс каталогу.
Деклинација објекта је + 40° 14' 55" а ректасцензија 13h 3m 37,3s. Привидна величина (магнитуда) објекта IC 4135 износи 15,2 а фотографска магнитуда 16,0. IC 4135 је још познат и под ознакама UGC 8163, PGC 45108.